# محمدی شریف
محمدی شریف (به انگلیسی: Muhammadi Sharif) یک منطقهٔ مسکونی در پاکستان است که در پنجاب واقع شده‌است.